# T Circini
T Circini är en kortperiodisk förmörkelsevariabel av Algol-typ (EA) i Cirkelpassarens stjärnbild.
Stjärnan har en fotografisk magnitud mellan 9,3 och 10,6 med en period av 3,2984345 dygn.